# Ecnomus oppidanus
Ecnomus oppidanus är en nattsländeart som beskrevs av Barnard 1934. Ecnomus oppidanus ingår i släktet Ecnomus och familjen trattnattsländor. Inga underarter finns listade i Catalogue of Life.